# High Voltage (1976)
High Voltage (в переводе с англ. — «Высокое напряжение») — дебютный международный и третий студийный альбом австралийской хард-рок-группы AC/DC.
Первоначальное издание, выпущенное Atlantic Records, оказалось популярным, и только в Соединённых Штатах продажи альбома составили 3 миллиона копий. Однако первоначально альбом был низко оценён некоторыми критиками после своего выхода. Так обозреватель журнала Rolling Stone сказал что в данной записи тяжёлый рок достиг «рекордно низкого уровня». High Voltage был переиздан в 2003 году как часть серии AC/DC Remasters.
Альбом достиг максимального уровня продаж в США и ему был присвоен трижды платиновый статус от RIAA за тираж более 3 000 000 экземпляров в мае 2005 года.

## Обзор
Для австралийцев этот релиз скорее является сборником песен из High Voltage и T.N.T., чем новым студийным альбомом.
Международная версия альбома издавалась с двумя вариантами обложки, обе отличались от оригинального австралийского релиза.
Оригинальная версия песни «High Voltage» с австралийского альбома T.N.T. длиннее, чем международная версия, и заканчивается длинной гитарной партией, за которой следует один удар малого барабана.

## Список композиций
Слова и музыка всех песен — написаны Ангусом Янгом, Малькольмом Янгом и Боном Скоттом, если не указано иное.
| №  | Название                                                  | Длительность |
| -- | --------------------------------------------------------- | ------------ |
| 1. | «It’s a Long Way to the Top (If You Wanna Rock ’n’ Roll)» | 5:10         |
| 2. | «Rock ’n’ Roll Singer»                                    | 5:00         |
| 3. | «The Jack»                                                | 5:50         |
| 4. | «Live Wire»                                               | 5:45         |

| №                   | Название                     | Автор               | Длительность |
| ------------------- | ---------------------------- | ------------------- | ------------ |
| 5.                  | «T.N.T.»                     |                     | 3:30         |
| 6.                  | «Can I Sit Next to You Girl» | А. Янг, М. Янг      | 4:06         |
| 7.                  | «Little Lover»               |                     | 5:26         |
| 8.                  | «She’s Got Balls»            |                     | 4:46         |
| 9.                  | «High Voltage»               |                     | 4:18         |
| Общая длительность: | Общая длительность:          | Общая длительность: | 43:51        |

## Участники записи
Приведены по сведениям базы данных Discogs.

AC/DC:
| - Бон Скотт — вокал, волынка (в «It’s a Long Way to the Top») - Ангус Янг — соло-гитара - Малькольм Янг — ритм-гитара, бэк-вокал - Марк Эванс — бас-гитара, бэк-вокал (песни 1—6) - Фил Радд — ударные (песни 1—6) Приглашённые музыканты: - Джордж Янг — бас-гитара (песни 7—9) - Тони Курренти — ударные (песни 7—9) | Технический персонал: - Джордж Янг — продюсер - Гарри Ванда — продюсер - Арун Чакраверти — звукорежиссёр, инженер мастеринга, нарезка лакового слоя - Ричард Форд — обложка (международная версия) - Дэйв Филд — обложка (европейская версия) - Майкл Путланд — фотография для обложки - Джерард Уэрта — разработка шрифта и логотипа группы |

## Позиции в хит-парадах
| Год       | Чарт                                 | Высшая позиция | Пребывание в чарте |
| --------- | ------------------------------------ | -------------- | ------------------ |
| 1981—1982 | США (Billboard 200)                  | 146            | 19 недель          |
|           |                                      |                |                    |
| 2003      | Финляндия (Suomen virallinen lista)  | 3              | 1 неделя           |
| 2003      | Франция (SNEP)                       | 7              | 15 недель          |
|           |                                      |                |                    |
| 2008      | Австралия (Australian Albums Chart)  | 31             | 1 неделя           |
| 2008      | Испания (PROMUSICAE)                 | 31             | 1 неделя           |
| 2008      | США (Billboard Top Hard Rock Albums) | 6              | 6 недель           |
|           |                                      |                |                    |
| 2014      | Франция (SNEP)                       | 257            | 3 недели           |
|           |                                      |                |                    |
| 2015      | Швейцария (Schweizer Hitparade)      | 67             | 1 неделя           |
| 2015      | Швеция (Sverigetopplistan)           | 58             | 1 неделя           |

## Сертификации и уровни продаж
| Регион | Сертификация  | Продажи    |
| --- | ------------- | ---------- |
| Великобритания (BPI) | Золотой       | 100 000*   |
| Германия (BVMI) | Платиновый    | 500 000^   |
| Италия (FIMI) | Золотой       | 25 000*    |
| Испания (PROMUSICAE) | Золотой       | 50 000^    |
| США (RIAA) | 3× Платиновый | 3 000 000^ |
| Франция (SNEP) | Золотой       | 100 000*   |
| Швейцария (IFPI Switzerland)                                                                                             | Платиновый    | 50 000^    |
| * Данные о продажах приведены только на основе сертификации. ^ Данные о тиражах приведены только на основе сертификации. |               |            |

## Комментарии
1. ↑  С Ангусом Янгом.
2. ↑  С карикатурным изображением поющего вокалиста.